# Hygrotus lagari
Hygrotus lagari là một loài bọ cánh cứng trong họ Bọ nước. Loài này được Fery miêu tả khoa học năm 1992.